# Bridge City
Bridge City ist eine Stadt im Orange County im US-Bundesstaat Texas in den Vereinigten Staaten. Das U.S. Census Bureau hat bei der Volkszählung 2020 eine Einwohnerzahl von 9.546 ermittelt. Das Motto der Stadt lautet seit 1995 Building Bridges Together.

## Geografie
Die Stadt liegt an der Kreuzung der Texas State Routes 73/87 sowie der Landstraße 1442, etwa 40 km südöstlich von Beaumont im Süden des Orange County, 2 km nördlich des Sabine Lake, der die Verbindung zum Golf von Mexiko herstellt und ist im Osten etwa 8 km von der Grenze zu Louisiana entfernt. Sie hat eine Gesamtfläche von 14 km², wovon 0,6 km² Wasserfläche ist. Die Stadtgrenzen bilden im Norden der Neches River und im Osten der Cow Bayou. Die Entfernung nach Houston im Westen beträgt etwa 180 km.

## Geschichte
Die ersten Siedler in dieser Gegend kamen kurz vor der Gründung der Republik Texas. Gegründet wurde der Ort als Prairie View, entsprechend seiner Lage am Beginn der Prairie hinter dem Küstenlandstrich. 1936 wurde mit dem Bau einer Eisenbrücke über den Neches River für den Highway zu dem 20 km entfernten Port Arthur begonnen, der die beiden Städte miteinander und mit der Interstate 10 verband. Die Stadt, die durch drei weitere Brücken von Osten und Norden erreichbar ist, wurde daher unter dem Namen Bridge City bekannt und wenige Jahre später auf diesen Namen umbenannt. Das erste Postbüro wurde 1940 eröffnet.

## Demografische Daten
Nach der Volkszählung im Jahr 2000 lebten hier 8.651 Menschen in 3.195 Haushalten und 2.476 Familien. Die Bevölkerungsdichte betrug 649,8 Einwohner pro km². Ethnisch betrachtet setzte sich die Bevölkerung zusammen aus 95,43 % weißer Bevölkerung, 0,20 % Afroamerikanern, 0,75 % amerikanischen Ureinwohnern, 1,40 % Asiaten, 0,06 % Bewohnern aus dem pazifischen Inselraum und 1,27 % aus anderen ethnischen Gruppen. Etwa 0,89 % waren gemischter Abstammung und 3,57 % der Bevölkerung waren spanischer oder lateinamerikanischer Abstammung.
Von den 3.195 Haushalten hatten 36,7 % Kinder unter 18 Jahre, die im Haushalt lebten. 62,0 % davon waren verheiratete, zusammenlebende Paare. 10,6 % waren allein erziehende Mütter und 22,5 % waren keine Familien. 19,6 % aller Haushalte waren Singlehaushalte und in 8,8 % lebten Menschen, die 65 Jahre oder älter waren. Die Durchschnittshaushaltsgröße betrug 2,69 und die durchschnittliche Größe einer Familie belief sich auf 3,07 Personen.
27,0 % der Bevölkerung waren unter 18 Jahre alt, 9,5 % von 18 bis 24, 28,2 % von 25 bis 44, 23,1 % von 45 bis 64, und 12,3 % die 65 Jahre oder älter waren. Das Durchschnittsalter war 36 Jahre. Auf 100 weibliche Personen aller Altersgruppen kamen 96,4 männliche Personen. Auf 100 Frauen im Alter von 18 Jahren und darüber kamen 93,5 Männer.
Das jährliche Durchschnittseinkommen eines Haushalts betrug 42.045 USD, das Durchschnittseinkommen einer Familie 49.750 USD. Männer hatten ein Durchschnittseinkommen von 42.398 USD gegenüber den Frauen mit 22.674 USD. Das Prokopfeinkommen betrug 18.290 USD. 10,3 % der Bevölkerung und 7,9 % der Familien lebten unterhalb der Armutsgrenze. Davon waren 13,1 % Kinder und Jugendliche unter 18 Jahren und 12,8 % waren 65 oder älter.